# Roberta Flack (альбом)
Roberta Flack — восьмой студийный альбом американской певицы Роберты Флэк, выпущенный в 1978 году на лейбле Atlantic Records. Альбом был спродюсирован Джозефом Бруксом, Джо Ферлой и Робертой Флэк.
Альбом занял 74-е место в чарте Billboard Top LPs и 37-е места в чарте Top Soul Albums. Несмотря на то, что в Великобритании альбом не попал в чарты, он получил там серебряную сертификацию.
Главный хит на альбоме «If Ever I See You Again» достиг первого места в чарте Billboard Hot 100.

## Список композиций
| №  | Название                    | Автор(ы)                         | Длительность |
| -- | --------------------------- | -------------------------------- | ------------ |
| 1. | «What a Woman Really Means» | Ральф Макдональд, Уильям Слейтер | 4:46         |
| 2. | «You Are Everything»        | Линда Крид, Том Белл             | 4:32         |
| 3. | «Independent Man»           | Джерри Гоффин, Майкл Массер      | 4:52         |
| 4. | «If Ever I See You Again»   | Джозеф Брукс                     | 3:34         |

| №  | Название                                 | Автор(ы)                   | Длительность |
| -- | ---------------------------------------- | -------------------------- | ------------ |
| 1. | «And the Feeling’s So Good»              | Чарльз Фокс, Норман Гимбел | 3:06         |
| 2. | «Knowing That We’re Made for Each Other» | Ларри Александр            | 3:32         |
| 3. | «Come Share My Love»                     | Джозеф Брукс               | 3:42         |
| 4. | «Baby I Love You So»                     | Ларри Александр            | 4:50         |
| 5. | «When It’s Over»                         | Джозеф Брукс               | 3:28         |

## Позиции в хит-параде
Еженедельные чарты:
| Хит-парад (1978)                       | Высшая позиция |
| -------------------------------------- | -------------- |
| Канада (RPM Top Albums/CDs)            | 75             |
| США (Billboard 200)                    | 74             |
| США (Billboard Top R&B/Hip-Hop Albums) | 37             |

## Сертификации и продажи
| Регион | Сертификация | Продажи |
| --- | ------------ | ------- |
| Великобритания (BPI) | Серебряный   | 60 000^ |
| * Данные о продажах приведены только на основе сертификации. ^ Данные о тиражах приведены только на основе сертификации. |              |         |